# Edmond Petitfils
Pour les articles homonymes, voir Petitfils.
Edmond Petitfils, né le 19 mai 1878 à Sedan (Ardennes) et mort le 4 décembre 1950 à Reims (Marne), est un avocat, publiciste et homme politique français.
Il est notamment député des Ardennes entre 1919 et 1928.

## Biographie
Il est le fils d'un couple originaire de l'arrondissement de Rethel, Marie Hénon et Élisée Petitfils. Ce dernier est conducteur des Ponts et Chaussées et devient ultérieurement architecte municipal de Charleville. Ancien élève de l'Institution Saint-Rémi de cette ville, Edmond Petitfils effectue des études de droit et obtient un doctorat. Devenu avocat, il s'inscrit au barreau de Charleville.
Parallèlement à son activité professionnelle, il s'investit dans le premier tiers du XXe siècle dans des activités militantes. Inscrit dans la mouvance de l'Action libérale populaire,, Edmond Petitfils est un républicain libéral, c'est-à-dire un conservateur catholique rallié à la République.
En 1899, il fonde un hebdomadaire, Le Peuple ardennais, qui entend prendre la suite de La Vérité sociale, une feuille démocrate-chrétienne à destination du public ouvrier. Il donne au nouveau journal un ton nettement plus politique et nationaliste. Il a d'ailleurs pour sous-titre Organe des républicains nationalistes, antisémites et démocrates des Ardennes et diffuse un discours anti-dreyfusard, antisémite et antimaçonnique.
Edmond Petitfils est élu en 1912 conseiller municipal de Charleville et le reste jusqu'en 1919. Il est candidat malheureux aux élections législatives de 1910 et 1914. Pour sa première tentative, il fonde un périodique, L'Union républicaine, qui doit porter sa candidature dans l'arrondissement de Mézières. En 1914, il s'assure le concours de La Semaine ardennaise dont il est le directeur politique.
Il est mobilisé pendant la Première Guerre mondiale au 268e régiment d'infanterie territoriale et obtient la croix de guerre 1914-1918 en 1916.
En 1919, il est candidat sur la liste du Bloc national qui unit des libéraux, des progressistes et des radicaux. A l'issue du scrutin, elle emporte les six sièges de députés du département des Ardennes et Edmond Petitfils est ainsi élu. Au cours de la législature, il est inscrit au groupe des Indépendants, qui regroupe des députés catholiques et nationalistes.
Présenté sur une liste d'Union républicaine (droite), Edmond Petitfils est réélu député en mai 1924. Il est l'un des membres-fondateurs du « groupes des Démocrates » ou « groupe des quatorze », créé à la Chambre pour la nouvelle législature. Cette formation parlementaire réunit des députés sensibles à la doctrine sociale de l'Église et tous issus des zones périphériques catholiques. Avec d'autres organisations, ce groupe est l'origine du Parti démocrate populaire (fondé en novembre 1924), la première formation démocrate chrétienne d'importance en France, et il en devient la représentation parlementaire.
Comme avocat et député d'un département du Nord-Est, il axe notamment son activité à la Chambre sur les questions judiciaires et des dommages de guerre des régions libérées.
Avec le rétablissement du scrutin uninominal d'arrondissement, Edmond Petitfils est candidat à Rocroi lors du renouvellement de 1928. Il a comme adversaire Henri Philippoteaux, républicain-socialiste, élu sur la même liste que lui en 1919. Très bien implanté dans cet arrondissement, Philippoteaux l'emporte et Petitfils, battu, se retire de la vie politique.
Il est conseiller juridique de la société Arts-Sciences-Lettres.
Il est le père de Pierre Petitfils, critique littéraire, et le grand-père de Jean-Christian Petitfils, historien.

## Distinctions
- Croix de guerre 1914-1918, étoile d'argent (22 novembre 1916)
- Chevalier de la Légion d'honneur (5 novembre 1931)[15]

## Sources
- « Edmond Petitfils », dans le Dictionnaire des parlementaires français (1889-1940), sous la direction de Jean Jolly, PUF, 1960 [détail de l’édition]
- Raymond Stévenin, « Les élections de 1919 dans les Ardennes », dans Revue historique ardennaise, XXII, pp. 155 à 168.
- Ibidem , « Les élections de 1924 dans les Ardennes », dans Revue historique ardennaise, XXIII, pp. 181 à 194.